# Джуді Браун
Джудіт Лінн Браун Кларк ((англ. Judith Lynne Brown Clarke), відома також як Джудіт Браун Кінг (англ. Judith Brown King), нар. 14 липня 1961, Мілвокі, Вісконсин) — американська легкоатлетка, яка спеціалізувалася в основному на бігу з бар'єрами на 400 метрів, призерка Олімпійських ігор, чемпіонка Панамериканських ігор.

## Спортивна кар'єра
Джуді Браун була чотириразовою чемпіонкою США з бігу з бар'єрами на 400 метрів (1984, 1985, 1986, 1987).
На чемпіонаті світу 1983 вона фінішувала чотирнадцятою. Через дві неділі на Панамериканських іграх завоювала золоту медаль.
На Олімпійських іграх 1984 у бігу на 400 метрів з бар'єрами, за відсутності на Олімпіаді через бойкот найсильніших у світі представниць цієї дисципліни з соціалістичних країн, Джуді Браун з результатом 55.20 зайняла друге місце, відставши від чемпіонки Наваль Ель Мутавакель (Марокко) на 0,59 сек.
1985 року Джуді Браун перемогла за участі всіх найсильніших бар'єристок на Гран-прі IAAF у Римі. На Кубку світу в Канберрі була другою.
1987 року вдруге перемогла на Панамериканських іграх.

## Подальша діяльність
Джуді Браун отримала гарну освіту. Вона має ступінь бакалавра в галузі аудіології та мовлення, ступінь магістра в галузі освіти та докторську ступінь з державної політики та управління. Після завершення виступів вона працювала в Мічиганському університеті.
Протягом 2013—2017 років була членом міської ради міста Лансінг.